# Lądowisko Łęczyca-Szpital
Lądowisko Łęczyca-Szpital – lądowisko sanitarne w Łęczycy, w województwie łódzkim, położone przy ul. Zachodniej 6. Przeznaczone jest do wykonywania startów i lądowań śmigłowców sanitarnych i ratowniczych o dopuszczalnej masie startowej do 5700 kg w dzień i w nocy.
Zarządzającym lądowiskiem jest Zespół Opieki Zdrowotnej w Łęczycy. W roku 2015 zostało wpisane do ewidencji lądowisk Urzędu Lotnictwa Cywilnego pod numerem 314
Koszt wybudowania lądowiska wyniósł 488 000 zł.